# Cremella
Cremella là một đô thị trong tỉnh Lecco, trong vùng Lombardia của Ý, cự ly khoảng 30 km về phía đông bắc của Milan và khoảng 15 km về phía tây nam của Lecco. Tại thời điểm ngày 31 tháng 12 năm 2004, đô thị này có dân số 1.609 người và diện tích là 1,9 km².
Cremella giáp các đô thị: Barzago, Barzanò, Bulciago, Cassago Brianza.